# 松平光重 (戸田松平家)
松平 光重（まつだいら みつしげ）は、江戸時代前期の大名。播磨国明石藩の第2代藩主、美濃国加納藩の初代藩主。戸田氏の嫡流にあたる戸田宗家（仁連木戸田家）18代当主。戸田松平家3代。戸田松平家初代・松平康長の嫡男であった松平忠光の長男。

## 生涯
寛永11年（1634年）6月、明石藩主であった叔父の庸直（戸田松平家2代）が嗣子なく死去した。改易となるところであったが、祖父の康長は将軍家光に幼少時から仕え、勲功も多かったことから、光重に家督の相続が許され、遺領を与えられた。同16年（1639年）、明石より転じて美濃国加納城に入り、加納1万石を合わせて7万石となった。明暦2年（1656年）、大坂城代となり、万治元年（1658年）まで務めた。同3年（1660年）、再び大坂城代を務め、寛文元年（1661年）閏8月に罷め、同8年（1668年）7月晦日に没した。享年47。

## 系譜
父母
- 松平忠光（実父）
- 菅谷氏 ー 側室（実母）
- 松平庸直（養父）

正室
- 戸田氏鉄の養女 ー 板倉重宗の六女

側室
- 厚見氏
- 栗山氏
- 上原氏
- 尾花氏

子女
- 松平光永（長男）生母は栗山氏
- 戸田光正[1]（次男）生母は上原氏
- 戸田光直[2]（三男）生母は尾花氏
- 寧 ー 今城定淳（冷泉為継）室（長女）生母は厚見氏（側室）
- 冨 ー 安藤重博正室（次女）生母は厚見氏（側室）